# Mortal Kombat (відеогра, 1992)
Mortal Kombat (укр. Смертельна Битва) — аркадна відеогра в жанрі файтинг 1992 року, розроблена Midway Games. У 1993 році гра була портована майже на всі домашні ігрові платформи компанією Acclaim Entertainment.
Сюжет розгортається навколо вигаданого десятого турніру Смертельної Битви, що проводиться кожні 50 років. На турнірі змагаються найкращі бійці з Земного і Зовнішнього царств, щоб визначити хто правитиме Земним царством. Для цього бійцям Земного Царства слід подолати чемпіона Горо і розпорядника турніру, чаклуна Шанг Цунга.

## Ігровий процес

Боєць Скорпіон використовує свій прийом на Саб-Зіро

### Основи
Гра стала американською відповіддю на японський файтинг Street Fighter II 1991 року від компанії Capcom. Але МК мала іншу систему управління. На аркадних автоматах управління складалося з аналогового джойстика для пересування персонажа і п'яти кнопок, розташованих у формі букви Х: «верхній удар рукою», «верхній удар ногою», «нижній удар рукою», «нижній удар ногою» та кнопка «блок».
Блокування в Mortal Kombat дуже змінило хід поєдинків в порівнянні з іншими файтингами свого часу, які використовували схему управління зі Street Fighter II. Для використання блоку, гравцеві не потрібно натискати кнопку «назад». Блок можна поставити, тільки натиснувши на спеціально виділену для цього кнопку. Навіть під час блокування ударів противника, персонаж все одно отримує невеликі ушкодження (так званий «chip damage»). Присівши і затиснувши кнопку «блок» можна захиститися від будь-якої атаки противника, навіть від повітряної, такої як, наприклад, удар ногою в стрибку.
Кожен з двох персонажів на арені володіє одними і тими ж простими ударами і пересувається однаковим способом. Єдине, чим вони різняться — це швидкість пересування і завдання ударів, кількістю завдаваних ушкоджень, радіусом ураження, а також спецприйомами.
Значним нововведенням в грі стали Фаталіті — спеціальні видовищні прийоми, що демонструють вбивство вже переможеного суперника. Саб-Зіро, наприклад, вириває переможеному опонентові голову з хребтом.
Mortal Kombat стала першим файтингом, в якому з'явився секретний персонаж, крім доступних одразу.

### Бійці
- Джонні Кейдж — відомий кіноактор з Голлівуду, що знімався в бойовиках і отримав запрошення на турнір.
- Кано — бандит і найманець, лідер організації Чорний Дракон, який прибув на турнір з метою пограбувати палац Шанг Цунга.
- Саб-Зіро — воїн із клану ніндзя Лін Куей, найнятий за величезну суму невідомим ворогом Шанг Цунга аби вбити чаклуна.
- Скорпіон — ніндзя, що повернувся з мертвих, неупокоєний через жагу помсти Саб-Зіро за винищення свого клану і загибель родини.
- Рейден — бог грому, захисник Землі, викликаний на турнір особисто Шанг Цунгом за умови, що битиметься в людській подобі.
- Соня Блейд — лейтенант Спеціальних Сил США, змушена брати участь в турнірі через погрози Шанг Цунга вбити її загін, якщо вона відмовиться.
- Лю Кан — шаолінський монах і майстер бойових мистецтв, відправлений настоятелями монастиря на турнір, щоб захистити Земне Царство і відновити справедливий суд на турнірі.
- Горо (бос) — чотирирукий гуманоїд з раси шоканів, князь підземного царства Куантан. Непереможний боєць Шао Кана, чемпіон турніру дев'ять разів поспіль.
- Шанг Цунг (бос) — чаклун і права рука імператора Зовнішнього світу Шао Кана, розпорядник турніру, який підтасовує результати на користь бійців імператора.
- Рептилія (секретний боєць) — останній воїн з винищеної Шао Каном раси зауріанів. Охоронець Шанг Цунга, який не бере участі в боях на турнірі.

### Арени
- Внутрішній Двір — двір замку Шанг Цунга, де знаходиться арена для проведення Смертельної Битви. На задньому плані на троні сидить сам Шанг Цунг і стежить за ходом турніру, перед ним сидять ченці, які аплодують після завершення кожного раунду.
- Палацові Ворота — арена зі статуями в замку Шанг Цунга, розташована між Внутрішнім Двором і Храмом Воїна. На стіні в правому кінці арени можна побачити зображення Пак-Мена.
- Храм Воїна — священне місце, присвячене пам'яті учасників десятого турніру Mortal Kombat. Там наперед встановлена статуя Горо як символ його чемпіонства, окрім статуй інших бійців.
- Яма — міст без перил, прокладений над прірвою. Колони мосту покриті гострими лезами. Здійсненням аперкоту противника можна зіштовхнути вниз.
- Дно Ями — прірва під мостом, в якій розміщені палі з настромленими головами, тілами і нутрощами переможених бійців. За виконання певних умов там можна зустріти бійця Рептилію. Голови на палях насправді є головами розробників гри.
- Тронний зал Шанг Цунга — арена перед троном Шанг Цунга, який стежить за боєм та аплодує переможцеві матчу.
- Лігво Горо — житло чемпіона Горо, заповнене кістками і скелетами. Шанг Цунг спостерігає за боями в цьому місці, і якщо Горо програє, сам втручається в поєдинок.

### Міні-ігри
Всередині гри, між рівнями, трапляється міні-гра Test Your Might. В ній персонаж повинен розбити шматок матеріалу, заповнивши смужку енергії до певного рівня натисканням кнопки ударів. Коли смужка енергії заповнюється вище певної точки, гравець повинен натиснути на блок, щоб розбити матеріал. Перший матеріал — дерево, наступні — камінь, сталь, рубін і алмаз. Після розбивання алмазу гравець знову почне з дерева. Різні матеріали дають від 100000 до 2 млн очок. Test Your Might з'являється через різні проміжки часу в режимі для одного і двох гравців. Ця міні-гра зустрічається і в інших іграх серії.

## Сюжет
Володар Зовнішнього світу, тиран Шао Кан, давно мріяв завоювати Земне Царство. Але для цього йому необхідно, щоб його чемпіон Горо здобув десяту поспіль перемогу на турнірі Смертельної Битви. Його чаклун Шанг Цунг зайняв місце Грандмагістрів, які 500 років слідкували за дотримання правил, і підлаштовував все для перемоги в турнірі. Тепер настав час останнього турніру, від якого залежить лишиться Земля вільною чи потрапить під владу Шао Кана.
Аби перемогти Шанг Цунга і повернути чесний суд, шаолінський орден обирає майстра бойових мистецтв, монаха Лю Кана. Крім нього в змагання різними шляхами виявляються втягнуті й інші бійці Землі, котрі намагаються вберегти свій світ, здобувши перемогу. Гра пропонує пройти низку боїв за Лю та інших представників Земного Царства, що опинились на турнірі. Перелік противників при цьому однаковий, але фінали дещо різняться:
- Лю Кан. Подолавши Горо і Шанг Цунга, Лю Кан відроджує славу Шаоліня і переносить місце проведення Смертельної Битви на його територію.
- Джонні Кейдж. Перемігши, він розкриває свій потенціал і повертається до Голлівуду, щоб знятися в фільмі, присвяченому його пригодам на турнірі.
- Кано. Він і його злочинна організація Чорний Дракон захоплюють контроль над турніром для використання Смертельної Битви на власну користь.
- Рейден. Після перемоги він запрошує інших богів на турнір. Однак битви тривають багато років і світ зазнає від цього непоправної шкоди.
- Скорпіон. Він звершує свою помсту Саб-Зіро і виграє турнір. Проте це не може повернути йому родину і Скорпіон лишається жити зі своєю втратою.
- Соня. Здолавши Горо і Шанг Цунга, вона визволяє свій загін і покладає край злочинам Чорного Дракона.
- Саб-Зіро. Після перемоги він зникає так само несподівано, як і з'явився, та покидає своє злочинне заняття.